# Giovanni Picco
Giovanni Picco (* 21. Dezember 1896 in Arigliano, Italien; † 14. August 1984) war ein italienischer Geistlicher und römisch-katholischer Weihbischof in Vercelli.

## Leben
Giovanni Picco empfing am 10. Juli 1921 das Sakrament der Priesterweihe. 
Am 15. November 1962 ernannte ihn Papst Johannes XXIII. zum Titularbischof von Anaea und zum Weihbischof in Vercelli. Der Erzbischof von Vercelli, Francesco Imberti, spendete ihm am 16. Dezember desselben Jahres die Bischofsweihe; Mitkonsekratoren waren der Bischof von Casale Monferrato, Giuseppe Angrisani, und der Bischof von Pavia, Carlo Allorio.
Giovanni Picco nahm an der zweiten, dritten und vierten Sitzungsperiode des Zweiten Vatikanischen Konzils teil.
Am 5. November 1967 nahm Papst Paul VI. das von Giovanni Picco vorgebrachte Rücktrittsgesuch an.